# ياسر أبو الجبين
ياسر أبو الجبين ممثل سوري .

## عن حياته
له العديد من المشاركات في المسلسلات والبرامج والمسرحيات .

## من أعماله

### المسلسلات
- عودة غوار (الأصدقاء)
- الثعبان
- طرابيش

### المسرح
- الغريب
- إجازة

### البرامج
- إفتح يا سمسم (ج1)

## روابط خارجية
- ياسر أبو الجبين على موقع قاعدة بيانات الأفلام العربية